# Katedrála svatého Ducha
Katedrála svatého Ducha v Hradci Králové je hlavním kostelem královéhradecké diecéze a tedy sídelním kostelem jejího biskupa. Gotická cihlová pseudobazilika se dvěma věžemi v jihozápadním rohu Velkého náměstí tvoří charakteristické panorama Hradce Králové již po více než sedm století. Vnější rozměry katedrály jsou: délka 56 m, šířka 25 m, výška věží 48 m. Délka interiéru činí 50 m. Šířka zdí se pohybuje v rozmezí 1,12 m (lodě) až 2,12 m (věže).
Někdy se uvádí, že kostel založila roku 1307 vdova po českém králi Václavu II. královna Eliška Rejčka, podle novějších výzkumů však zde stál už ve druhé polovině 13. století farní kostel, který roku 1339 vyhořel. V letech 1339–1342 byl postaven nynější presbytář a stavba lodi byla dokončena v 60. letech 14. století za královny Alžběty Pomořanské. Roku 1424 zde byl prý pohřben Jan Žižka z Trocnova. Při opravách po husitských válkách, které skončily roku 1463, byla vestavěna rozsáhlá kruchta. Požár v roce 1484 poškodil hlavně věže, které pak byly o patro zvýšeny a dostaly nové zvony. Nejstarší ze čtyř zvonů, Leopold (Dominik) je z roku 1485. Největší ze zvonů je Michael (Orel) z roku 1496, který váží 3847 kg. Z roku 1497 pochází i pastoforium na levé straně presbytáře. Kostel byl několikrát opravován, roku 1639 vyrabován a vypálen švédskými vojáky. Roku 1664 založením biskupství se kostel stal katedrálou a byl pak barokně upraven, další úpravy následovaly koncem 18. století. V letech 1864–1876 byl kostel radikálně regotizován Františkem Schmoranzem a věže roku 1901 L. Láblerem. V letech 1980–1990 dostal kostel měděnou krytinu a roku 1997 k jubileu sv. Vojtěcha jej navštívil papež Jan Pavel II.

## Historie

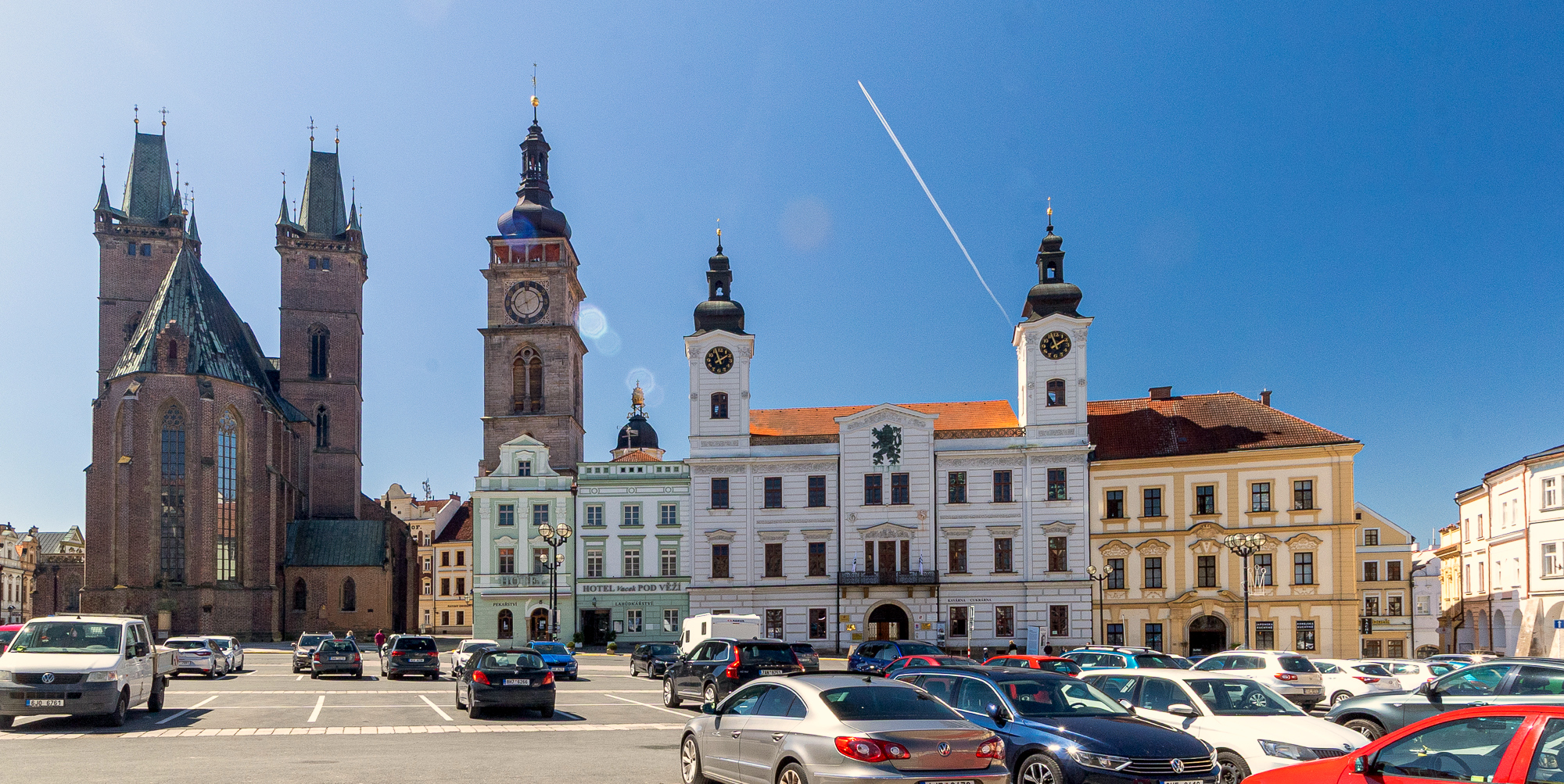
Katedrála svatého Ducha, Bílá věž a stará radnice

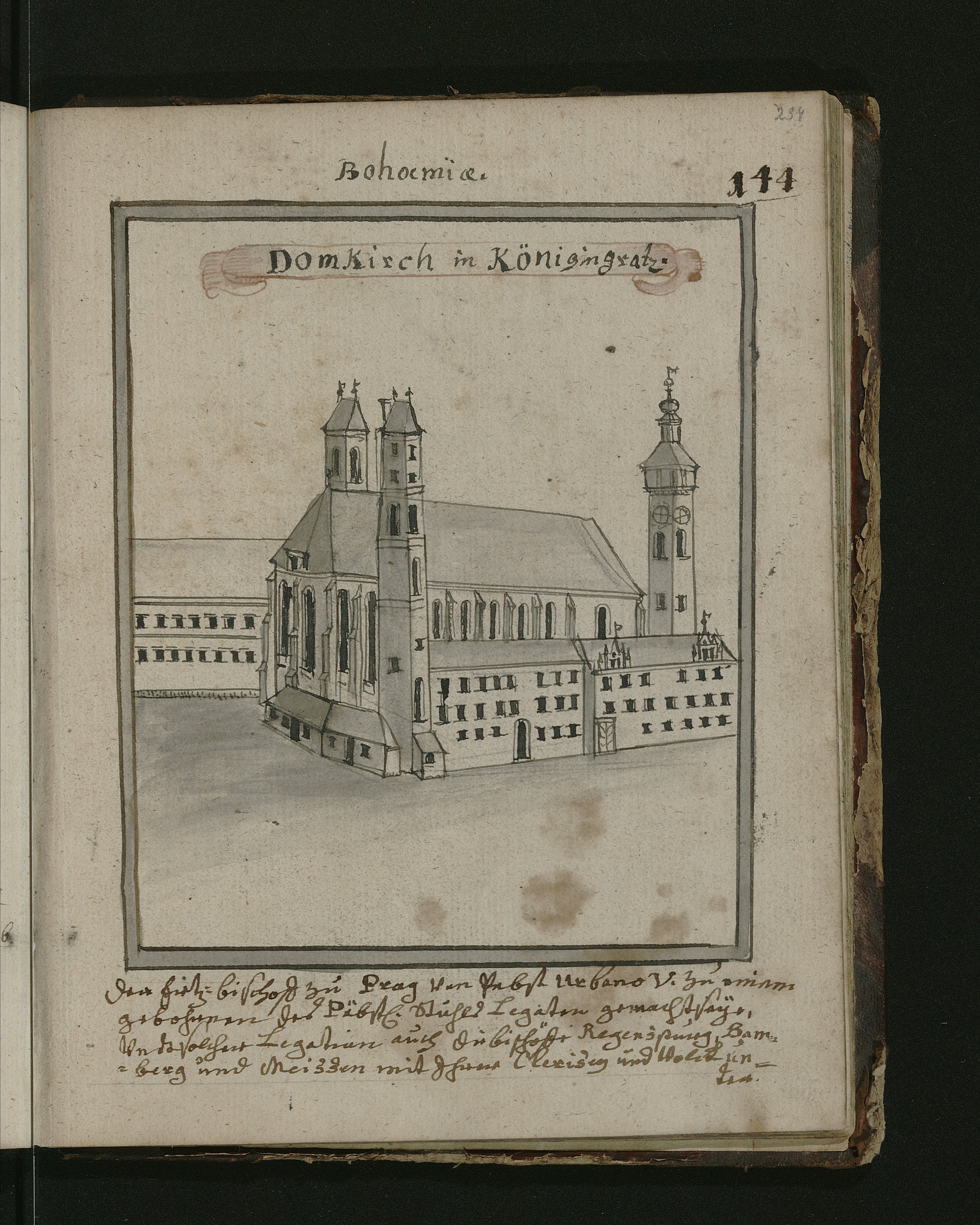
Kostel sv. Ducha v pojednání Peregrinationes aneb Christliche Wanderschaft und geistliche Reisebelustigung Friedricha Bernharda Wernera. 2. polovina 18. století.

Historie katedrály svatého Ducha je obestřena tajemstvím. Zakládající listina kostela se nedochovala, takže je zde prostor pro různé dohady a teorie. Historie katedrály se obvykle popisuje až od roku 1307, kdy měla výstavbu kostela zahájit česká královna Eliška Rejčka, manželka Václava II. a posléze Rudolfa Habsburského, po jehož smrti v roce 1307 obdržela svá věnná města včetně Hradce Králové, který si mezi lety 1308 a 1318 zvolila jako své sídelní město. V poslední době se však věnuje více pozornosti historii katedrály již od 10. století, kdy se na jejím místě děly historické skutečnosti, které pozdější stavbu výrazně ovlivnily.

### Předchůdci
V 10. století se v areálu dnešního historického jádra města nacházelo slovanské hradiště, které bylo v následujícím století přebudováno na královský hrad. Pod tímto hradem bujel čilý středověký život a úspěšně se rozvíjela trhová osada, která se ještě před rokem 1225 změnila na plnohodnotné středověké město. Prvním farním kostelem tohoto města se podle tradičního výkladu stal kostel svatého Klimenta, který stál na místě dnešní barokní kaple svatého Klimenta, v bezprostředním sousedství katedrály. Stavebněhistorické a archeologické výzkumy zde však žádné doklady této stavby neprokázaly, navíc ztotožnění kaple s nejstarším kostelem vzniklo omylem renesančního kronikáře Václava Hájka z Libočan. První nepřímé zmínky o katedrále svatého Ducha pochází již z roku 1238, kdy se těsně u hradeb města usadil Řád německých rytířů. Ten se mezi lety 1238 a 1250 rozhodl vybudovat ve městě svůj vlastní farní kostel, který vyrostl na místě dnešní katedrály svatého Ducha. Jeho podoba však není známa a přirozeně se nedochovaly jeho stavební plány ani popis. Roku 1339 postihl město rozsáhlý požár, který zničil město do základů, a to včetně někdejšího farního kostela německých rytířů. Výstavba nového kostela se tak stala nezbytností. Nové průzkumy však ukazují, že dnešní kostel byl založen na samém počátku 14. století a před r. 1310 již stála severní boční loď.

### Stavební fáze současného kostela

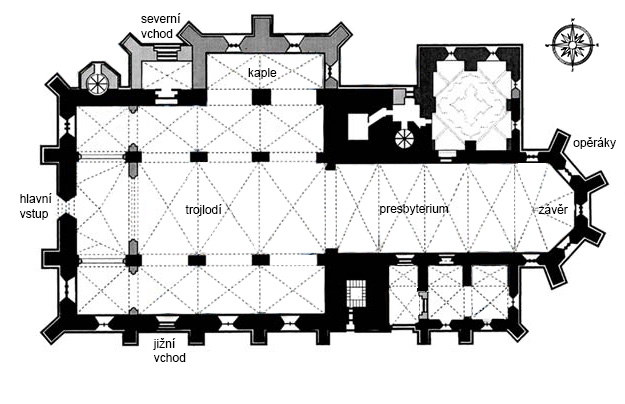
Půdorys

Projekt výstavby nového farního kostela počítal s vystavěním bazilikálního trojlodí se dvěma věžemi presbytáře, které by disponovaly vnějším opěrným systémem. Výstavba kostela však byla neplánovaně rozdělena do několika fází, rozdělených opětovnými požáry města, které poškodily i vznikající kostel.

#### První fáze
První fáze výstavby probíhala mezi lety 1339 a 1342, kdy byl vybudován presbytář a v závěru první fáze zaklenut, aby již mohl sloužit církevním účelům. V této fázi byly postaveny také obě věže presbytáře, piscinium a sanktuárium.

#### Druhá fáze
Druhá fáze výstavby je spjata s působením královny Elišky Pomořanské. Tato čtvrtá manželka Karla IV. se stala v pořadí druhou královnou, která významně ovlivnila historii kostela, ale také celého města. Roku 1363 jí byla připsána věnná města, mezi nimi i Hradec Králové. Ačkoliv se Eliška Pomořanská pozitivně podílela na rozvoji města a jeho architektury, jsou jí připisovány také značné dluhy, které městu během její vlády vznikly. Elišce se připisuje zahájení dostavby kostela, která byla dokončena v 60. letech téhož století.  
Cílem této fáze bylo dokončit stavbu trojlodí a připojit k presbytáři děkanskou sakristii. Ani tato podoba kostela se však nezachovala, protože roku 1407 byl kostel poškozen dalším městským požárem a vyžadoval rozsáhlé opravy. Vlivem husitských válek však došlo k protažení oprav na dlouhá desetiletí, takže byly dokončeny až v roce 1463. Daly kostelu nový pseudobazilikální vzhled bez vnějšího opěrného systému. Západní strana trojlodí byla obohacena o novou kruchtu, která sloužila hudebníkům a literátskému bratrstvu, které zajišťovalo během bohoslužby zpěv.

#### Období husitských válek

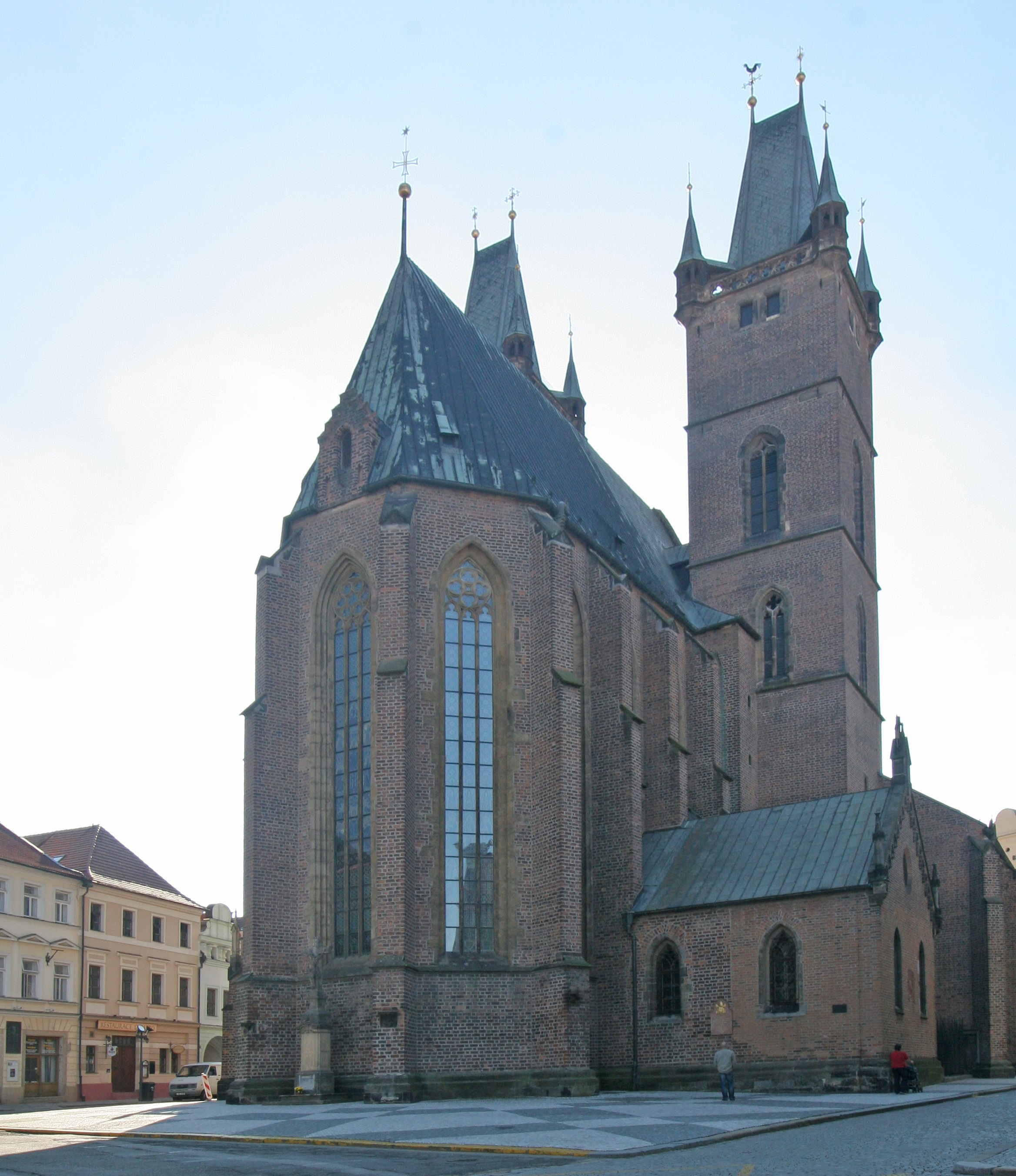
Pohled z východu

Dějiny města Hradce Králové i samotné katedrály výrazně ovlivněny husitské války. Zde lze hovořit o štěstí, že od roku 1420 patřil Hradec Králové k významným husitským centrům a tehdejší kněz Ambrož od svatého Ducha byl významnou vůdčí osobností tohoto hnutí. Díku tomu nebyla katedrála svatého Ducha poničena a vyrabována. O významu města a kostela hovoří také skutečnost, že zde roku 1424 proběhl pohřeb Jana Žižky, významného husitského vojevůdce. Dle pověsti byly jeho ostatky uloženy do jedné ze čtyř krypt, které se nacházejí pod katedrálou. Je tedy nesporné, že hradečtí stáli na počátku kultu Jana Žižky, který byl později rozvíjen zejména v Čáslavi, kam mělo být jeho tělo později převezeno.

#### Třetí fáze
Roku 1484 město opět zasáhl rozsáhlý požár, který poničil celé město i kostel a vynutil si další opravy a rekonstrukce kostela. Požár zasáhl zejména obě věže, které shořely a zvony se roztavily. Oprava tak zahrnovala nové věže a instalaci nových kostelních zvonů, které se dochovaly až dodnes. Jsou dokladem vysoké úrovně tehdejšího hradeckého zvonařství, zejména zvonařské dílny Ondřeje Žáčka. Požár zcela zničil také sanktuárium. V tomto případě však lze hovořit o štěstí, protože hradečtí měšťané si pořídili nový pozdně gotický typ sanktuáře označovaný jako pastoforium. Toto pískovcové pastoforium údajně vzniklo roku 1497 v dílně slavného pražského kameníka a stavitele Matěje Rejska. Stojí při levé (severní) stěně presbytáře a patří ke klenotům katedrály svatého Ducha. Od konce 15. století lze tedy hovořit o současné podobě katedrály svatého Ducha, alespoň po exteriérové stránce.
Kostel byl několikrát opravován, roku 1639 byl během třicetileté války vyrabován a vypálen švédskými vojáky. Roku 1664 založením biskupství se kostel stal katedrálou a byl pak barokně upraven, další úpravy následovaly koncem 18. století. V letech 1864–1876 byl kostel radikálně regotizován F. Schmoranzem st. a věže roku 1901 L. Láblerem. V letech 1980–1990 dostal kostel měděnou krytinu.

## Popis

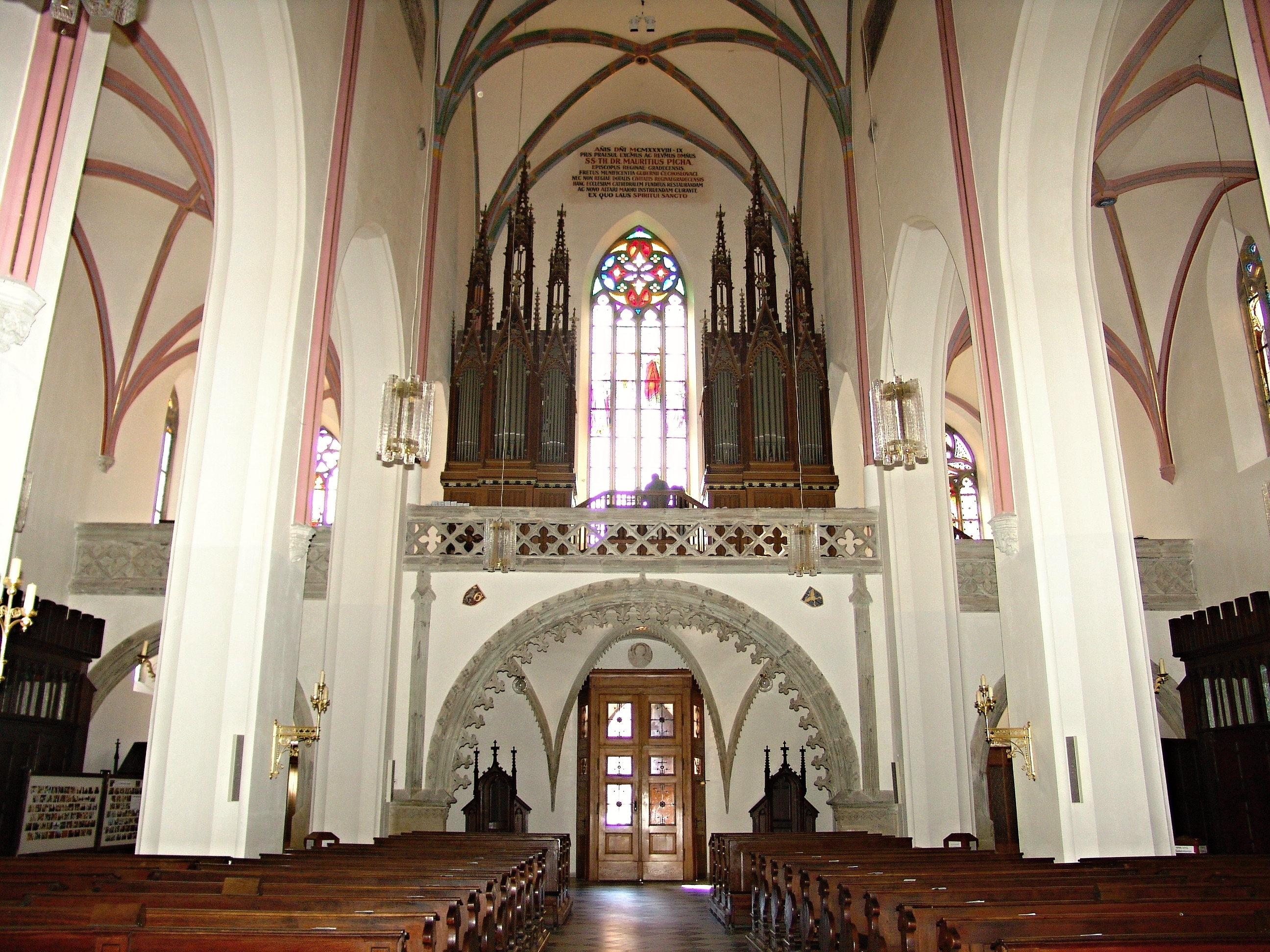
Interiér katedrály

### Interiér
Interiér kostela procházel různými změnami, často na přání královen, jejichž byl Hradec Králové věnným městem. Asi nejvýznamněji se do interiéru promítl vliv druhé manželky Václava IV. Žofie Bavorské, která získala věnné město kolem roku 1400 po smrti Elišky Pomořanské. Ta věnovala svým městům náležitou péči a snažila se o jejich architektonický rozvoj, zejména prostřednictvím své stavební hutě, kterou vedli tehdejší pražští mistři. Katedrála svatého Ducha tak byla obohacena o celou řadu prvků, které se podobají pražským vzorům.

#### Trojlodí
Kostel je vymalován bíle s barevně podtrženými žebry jednoduché křížové klenby. Žebra hranolovitého profilu s výžlabkem jsou svedena do svazků, které v prostoru hlavní lodi končí převážně na konzolách s maskaronem nebo floristickým motivem. Ve vrcholcích klenby jsou žebra spojena jednoduchým kruhovým svorníkem, ve kterém je tematická malba. Nad mezilodní lomenou arkádou jsou malovaná vyobrazení svatých patronů. Podkruchtí je zaklenuto obkročnou klenbou na středním poli, žebra se sbíhají do kruhového svorníku s písmenem „G“ (patrně monogram krále Jiřího z Poděbrad - Georgius). Právě toto zobrazení písmena G je využito na symbolech Královéhradeckého kraje.

#### Presbyterium

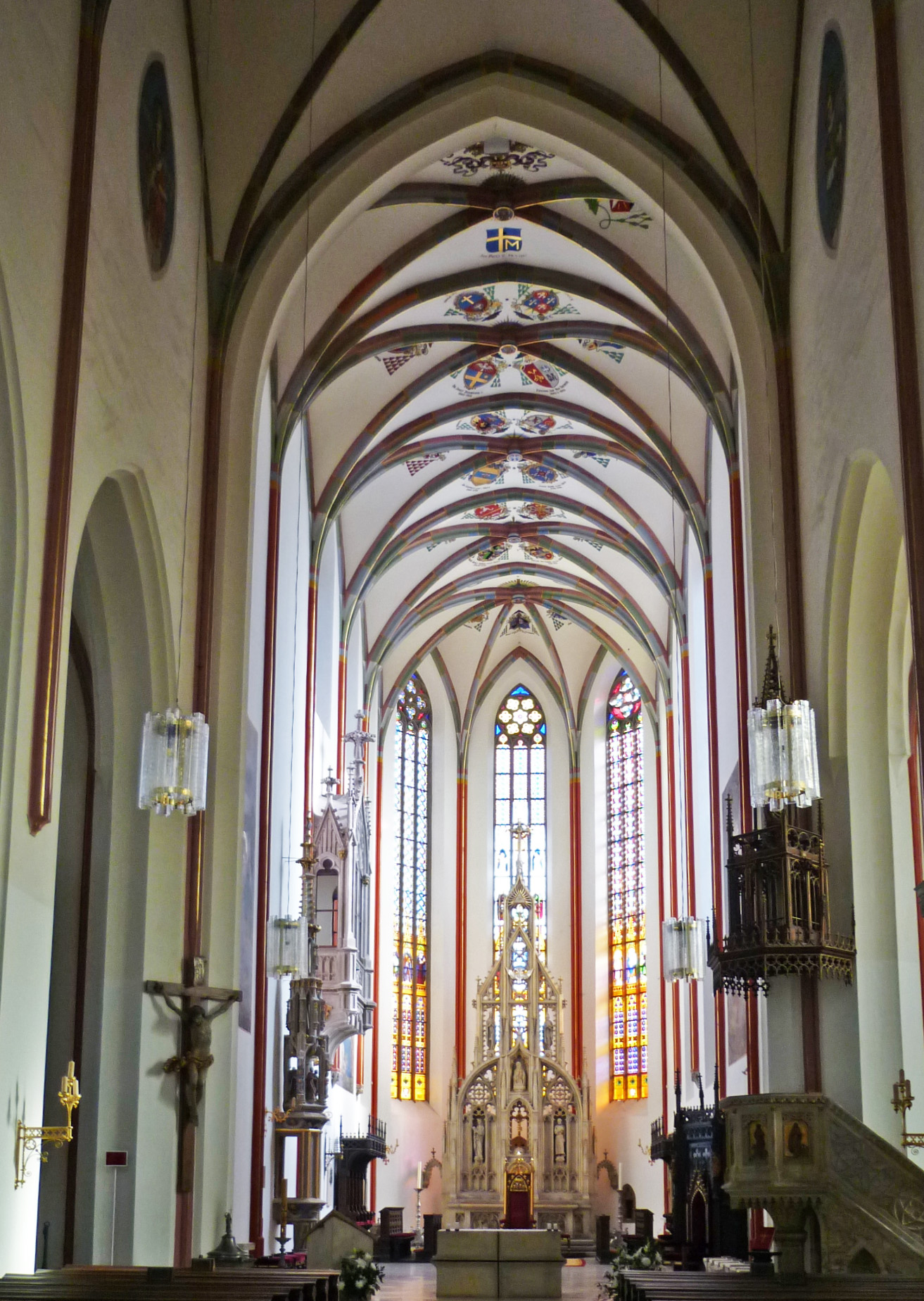
Presbytář

V presbyteriu čili kněžišti se odehrává hlavní část církevních obřadů. V katedrále svatého Ducha je zřetelně protaženo do délky a výrazně odděleno od zbytku kostela. Přípory v presbyteriu, na které nasedají žebra křížové klenby, jsou převážně dotaženy až k zemi. Kromě malovaných svorníků zdobí strop presbyteria malované erby diecézních biskupů, arcibiskupů a Svatého otce Jana Pavla II. v klenebních pláštích.

#### Královská předsíň
Královská předsíň se nalézá mezi jižní věží a děkanskou sakristií. Přívlastek „královská“ dostala předsíň zejména pro vysokou uměleckou hodnotu a netypické zaklenutí, z něhož lze usuzovat, že se na ní podílel Michal Parléř, bratr slavnějšího Petra Parléře. Žebra předsíně jsou doplněna v Čechách neobvyklými kružbami. Spojnice žeber ve vrcholu klenby je hladká bez svorníku, usazení žeber ve stěně je opatřeno konzolami s florálními a zvířecími prvky.

#### Zařízení
Zařízení je většinou z 19. století, reliéfy na pískovcové kazatelně jsou raným dílem J. V. Myslbeka. Na oltáři v severní lodi je obraz sv. Antonína Poustevníka od Petra Brandla, na oltáři v jižní lodi je pozdně gotický mariánský triptych z roku 1494. Cínová křtitelnice z roku 1406 je nejstarší v Česku. Liturgické zařízení bylo v 80. letech doplněno o nový opukový obětní stůl a další vybavení z dílny sochaře Jiřího Beránka.

### Exteriér
Při pohledu na tuto dominantu Hradce Králové pozorovatele zaujme zejména kontrast červeného cihlového zdiva a bílého pískovce portálů, oken a říms chrámu. V době stavby se ve východočeských městech běžně užíval jako hlavní stavební materiál pískovec, který v okolí Hradce Králové chyběl. Stavitelé katedrály proto zvolili jako hlavní stavební materiál méně běžné cihly. Trojlodní bazilikální kostel má převýšenou hlavní loď a dlouhý východní chór, kterým katedrála směřuje do náměstí. V ose chóru je před kostelem umístěn kříž a po stranách symetricky dvě věže. K severní straně katedrály přiléhá barokní kapitulní sakristie, z jižní strany děkanská sakristie a Královská předsíň. Na vnějších stěnách kostela se nalézá několik renesančních náhrobků. Do exteriéru se propisují mohutné nosné pilíře členěné na tři části.

## Zajímavosti
Kromě unikátní architektury přispívá k jedinečnosti katedrály svatého Ducha také to, že se dochovala jako jediný středověký kostel v celém městě i předměstí. Ostatní kostely byly zbořeny při stavbě vojenské pevnosti v 18. století, která si vyžádala rozsáhlé stavební úpravy a významně ovlivnila vzhled tehdejšího Hradce Králové.
26. dubna roku 1997 navštívil věřící Královéhradecké diecéze tehdejší papež Jan Pavel II. Na památku jeho návštěvy byla na východní stěnu kostela připevněna pamětní deska a 3. dubna 2015 byly uloženy ostatky sv. Jana Pavla II. do niky kaple severní lodi.
Ve věžích katedrály jsou zavěšeny čtyři historické zvony, v severní věži Dominik (zvaný též Leopold) z roku 1485 a Orel (zvaný též Michal) z roku 1496, v jižní věži Žebrák (zvaný Václav) z roku 1509 (přelit v roce 1538) a Nový zvon (zvaný Klement) z roku 1510.

## Fotogalerie

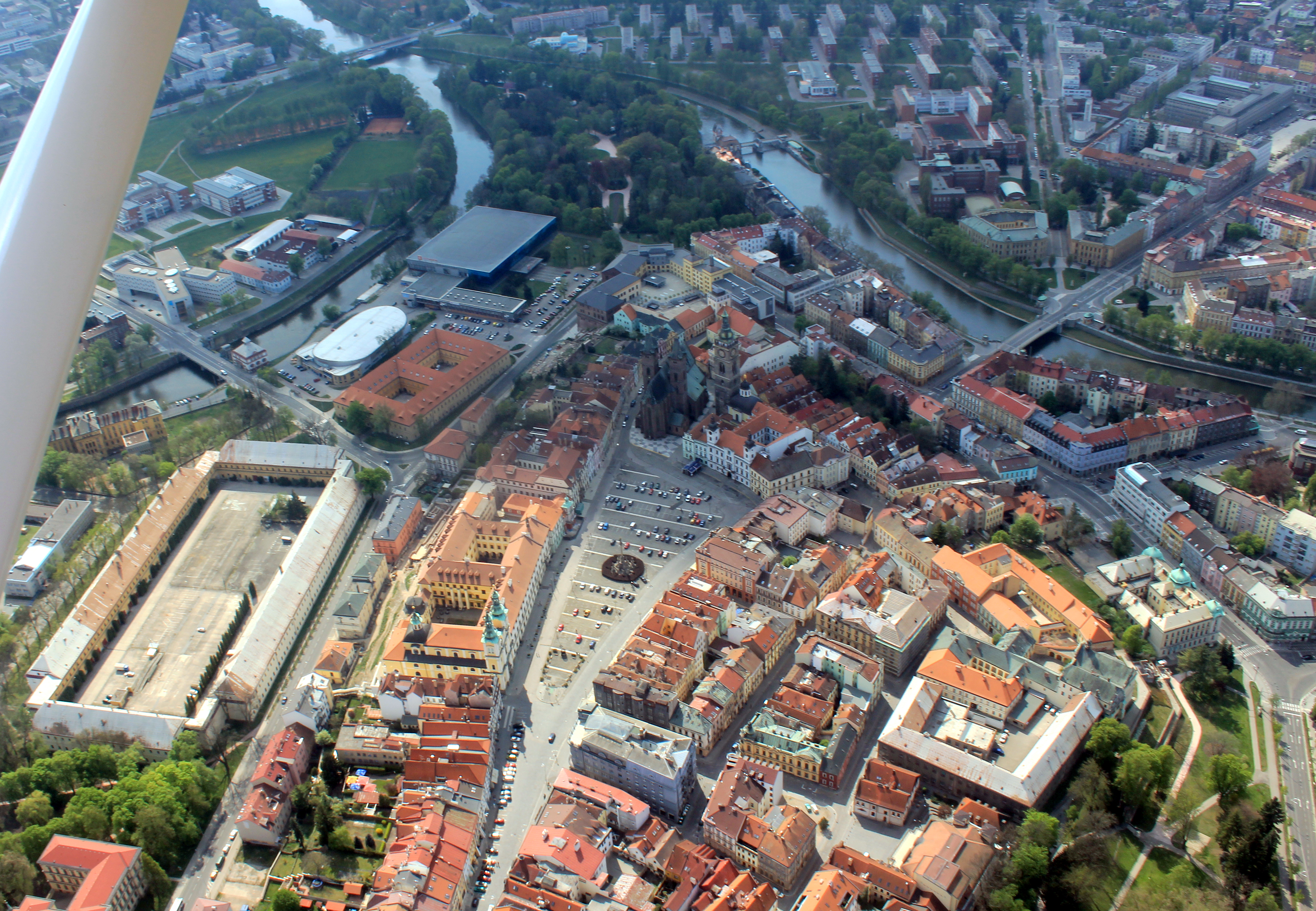
Letecký snímek
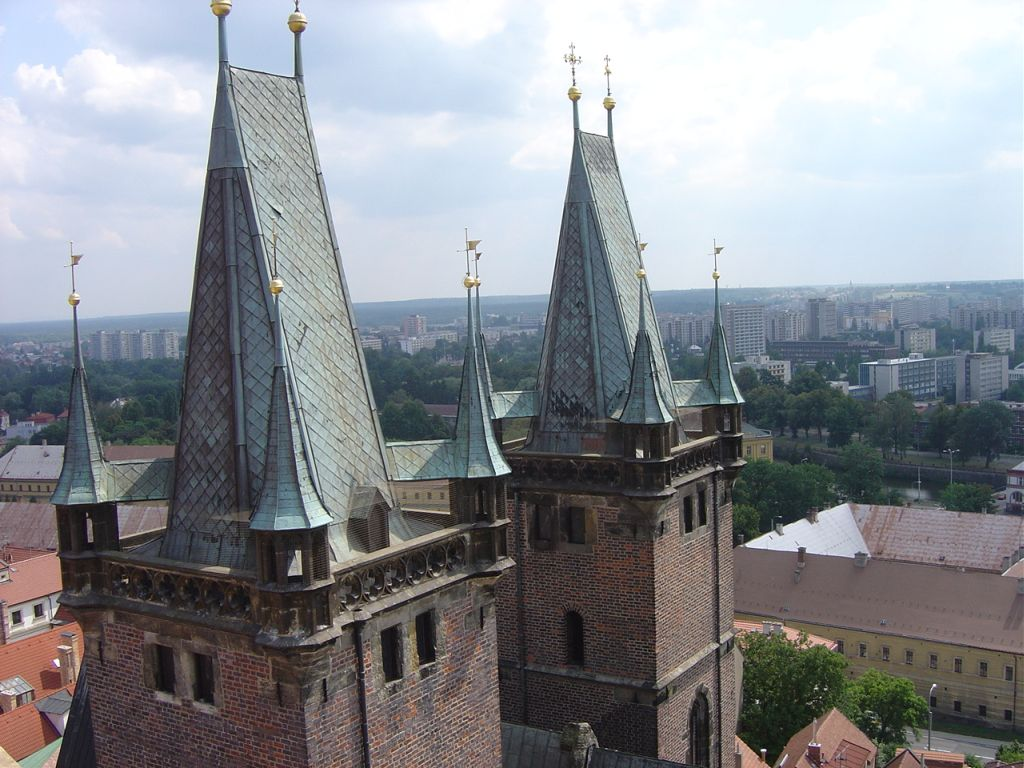
Detail věží
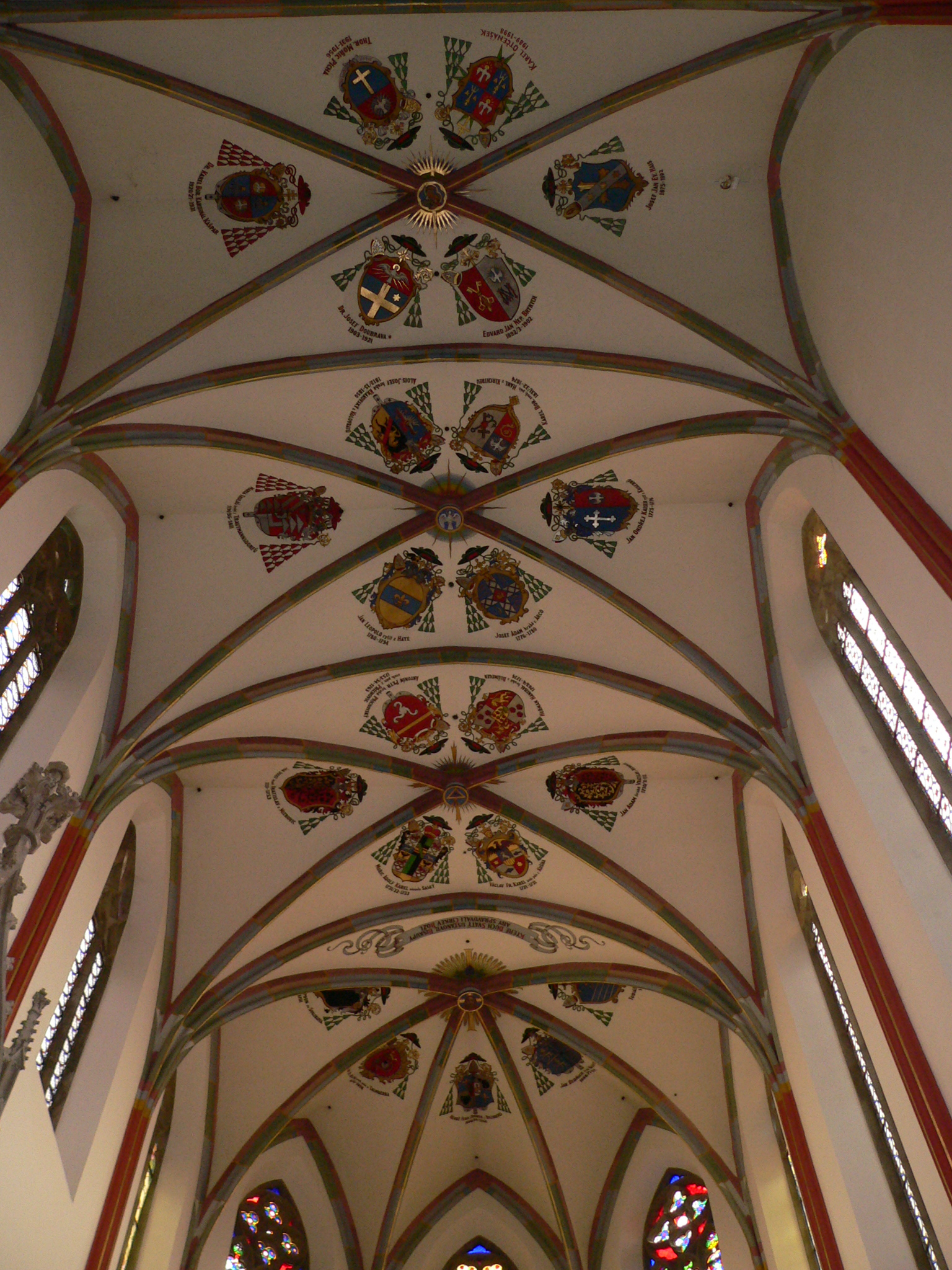
Klenba presbytáře
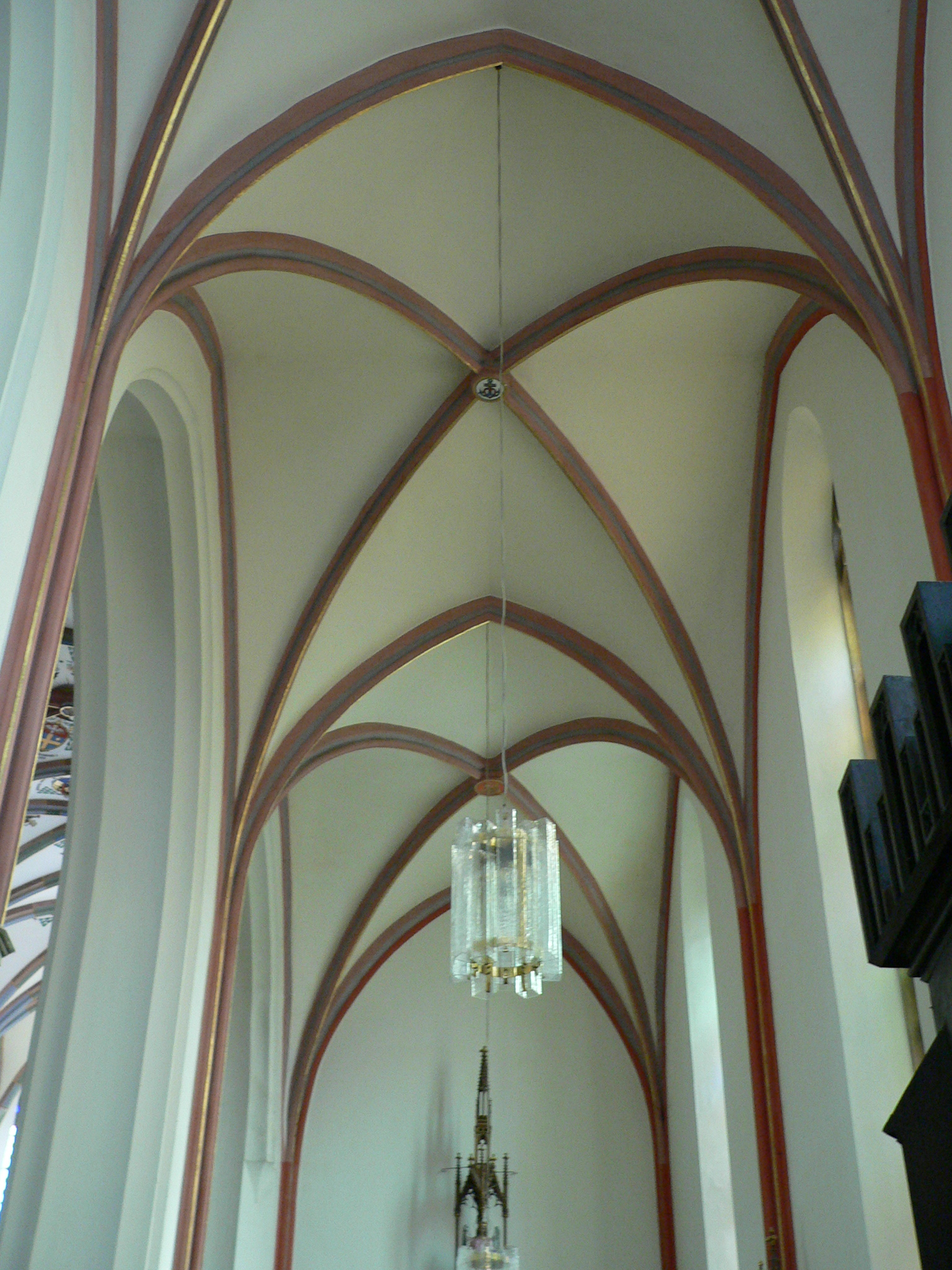
Klenba vedlejší lodě
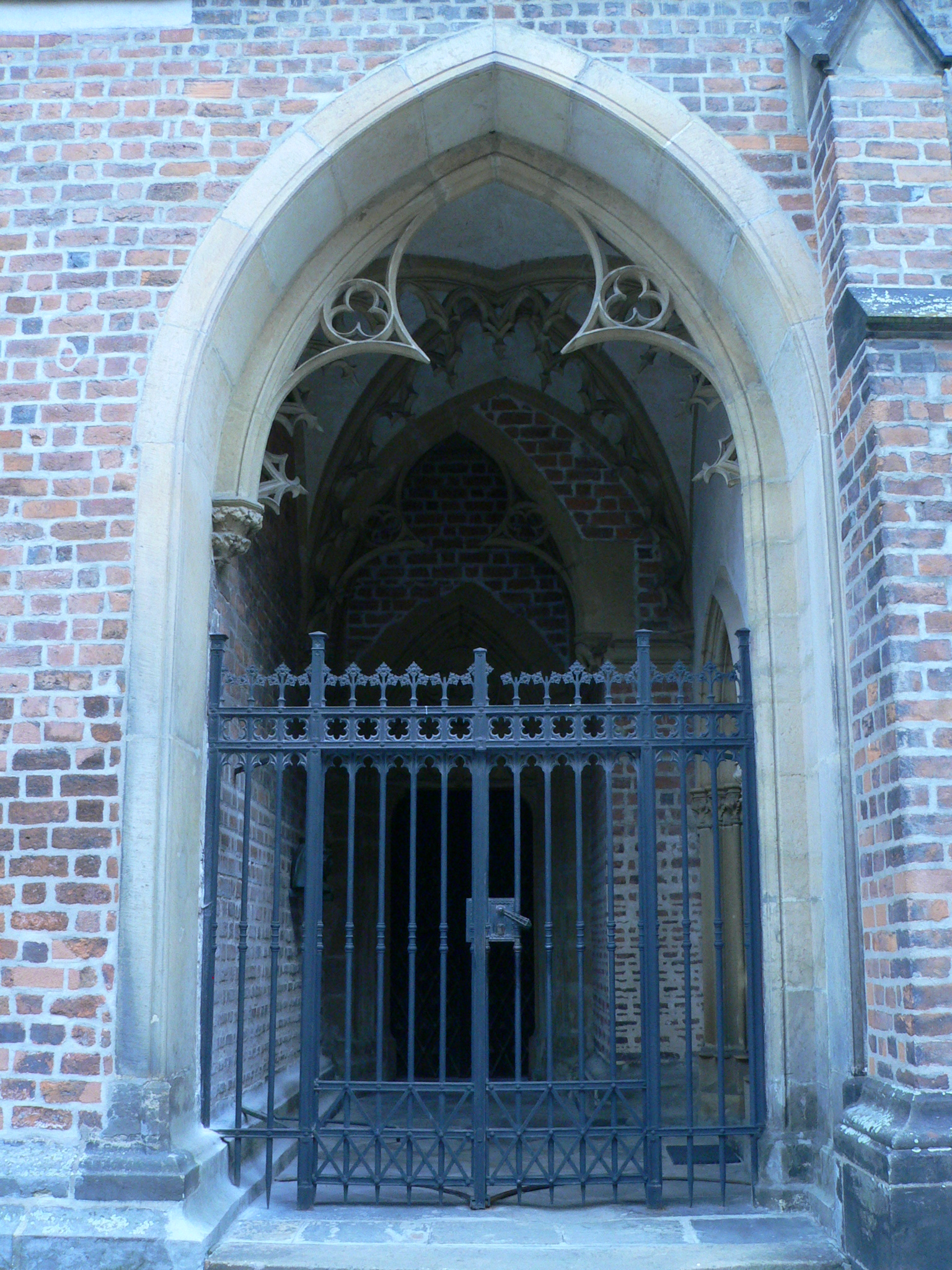
Královská předsíň
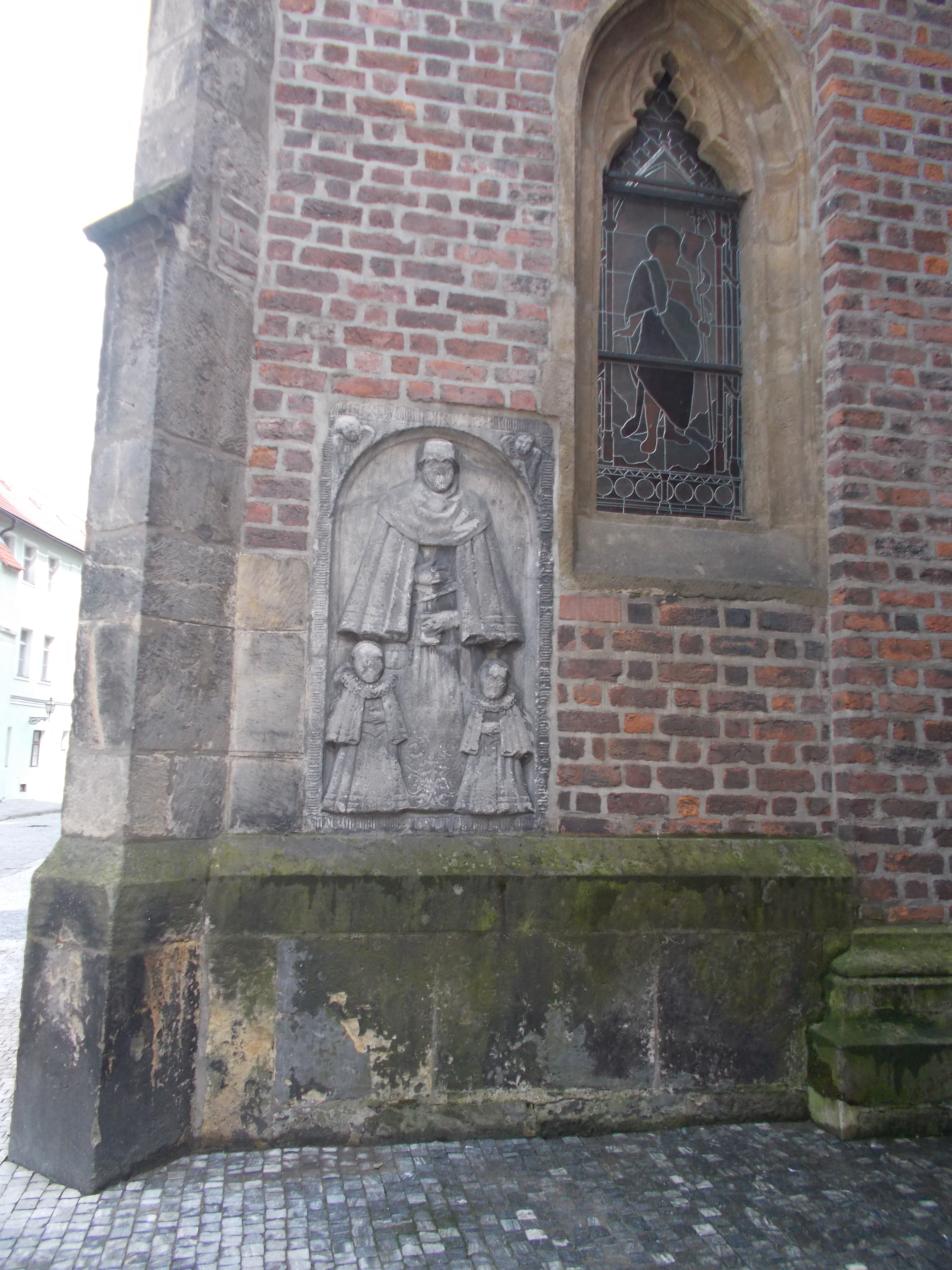
Náhrobek měšťanky
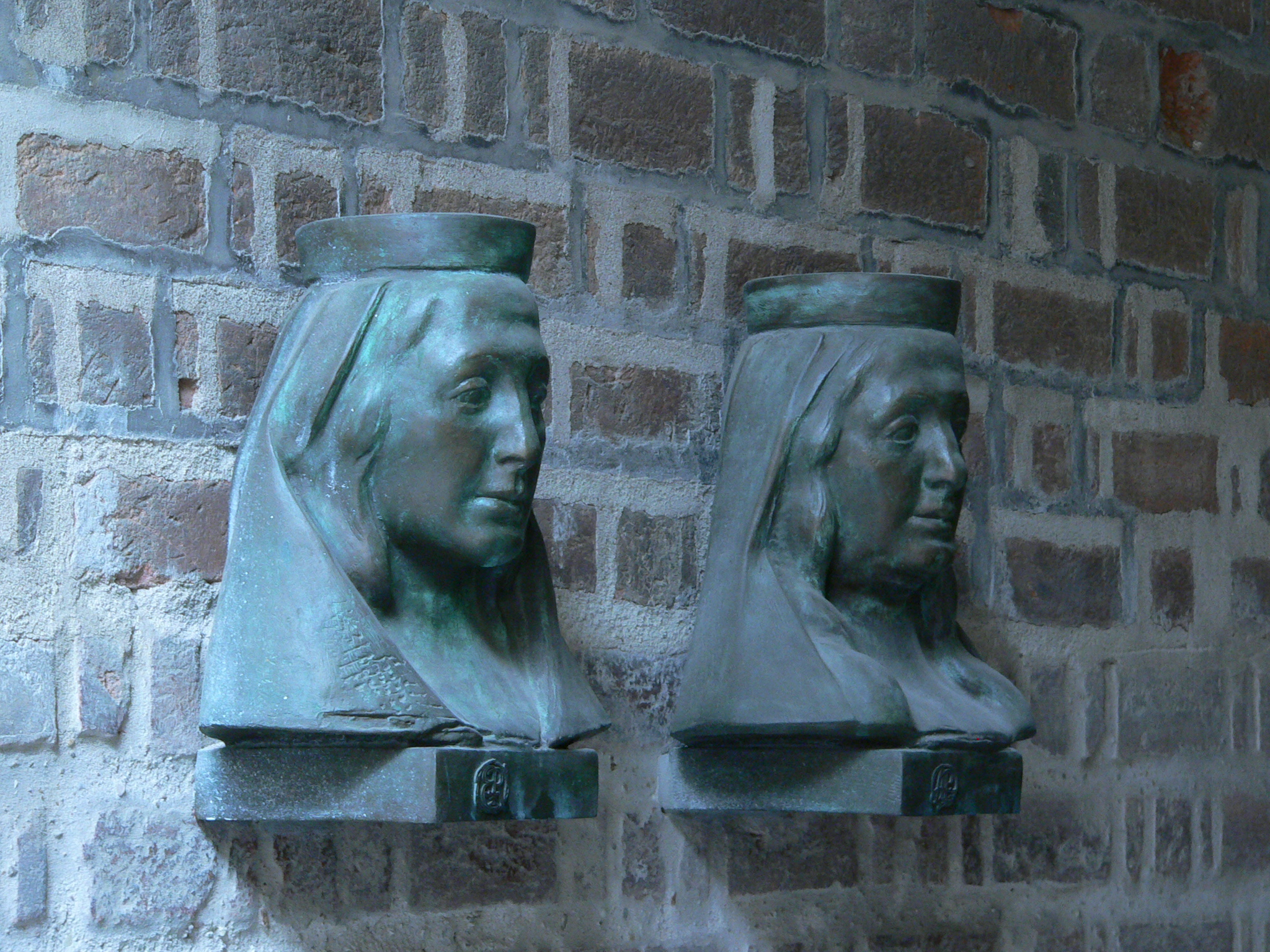
Eliška Pomořanská a Eliška Rejčka
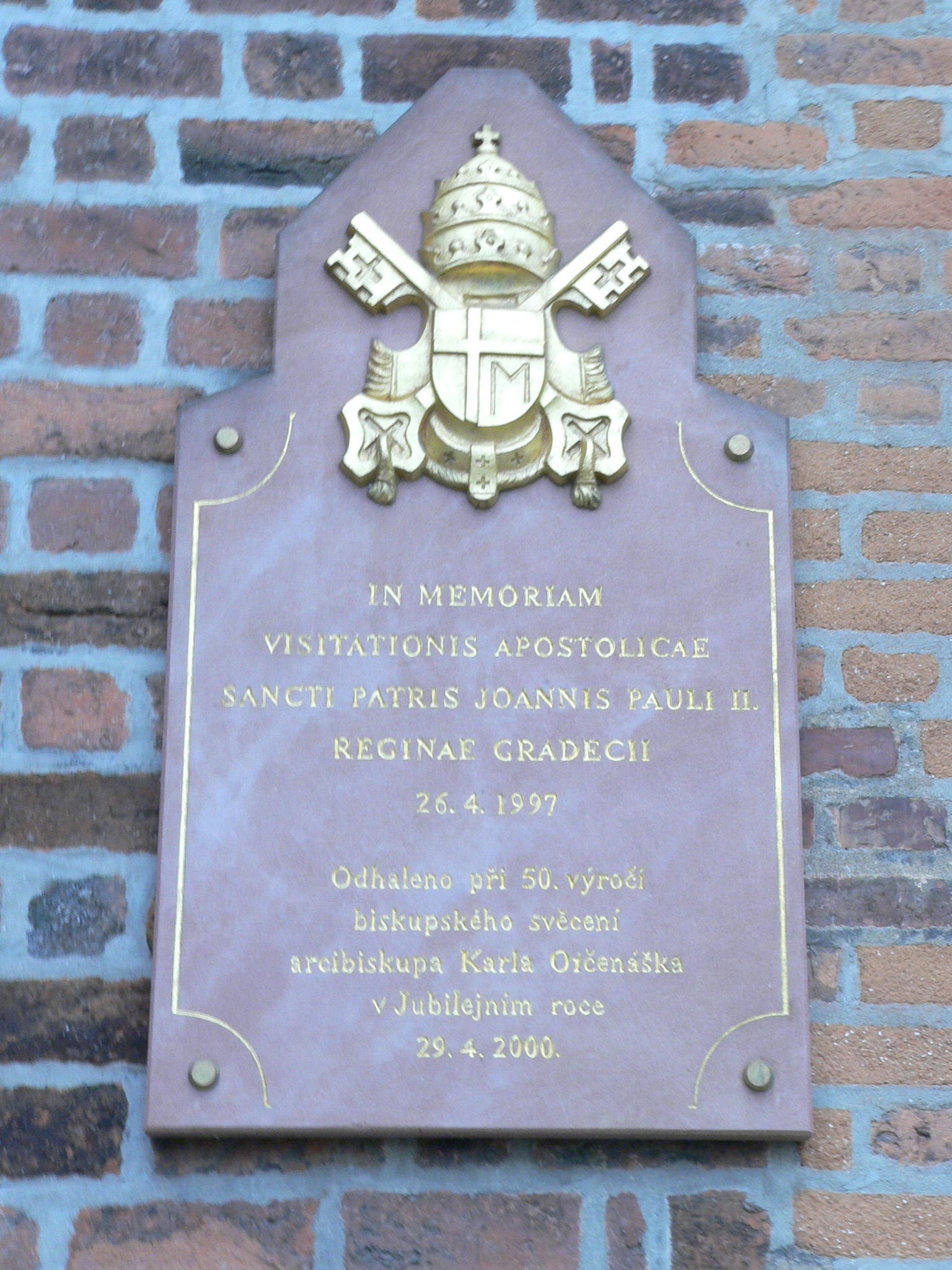
Pamětní deska připomínající návštěvu papeže
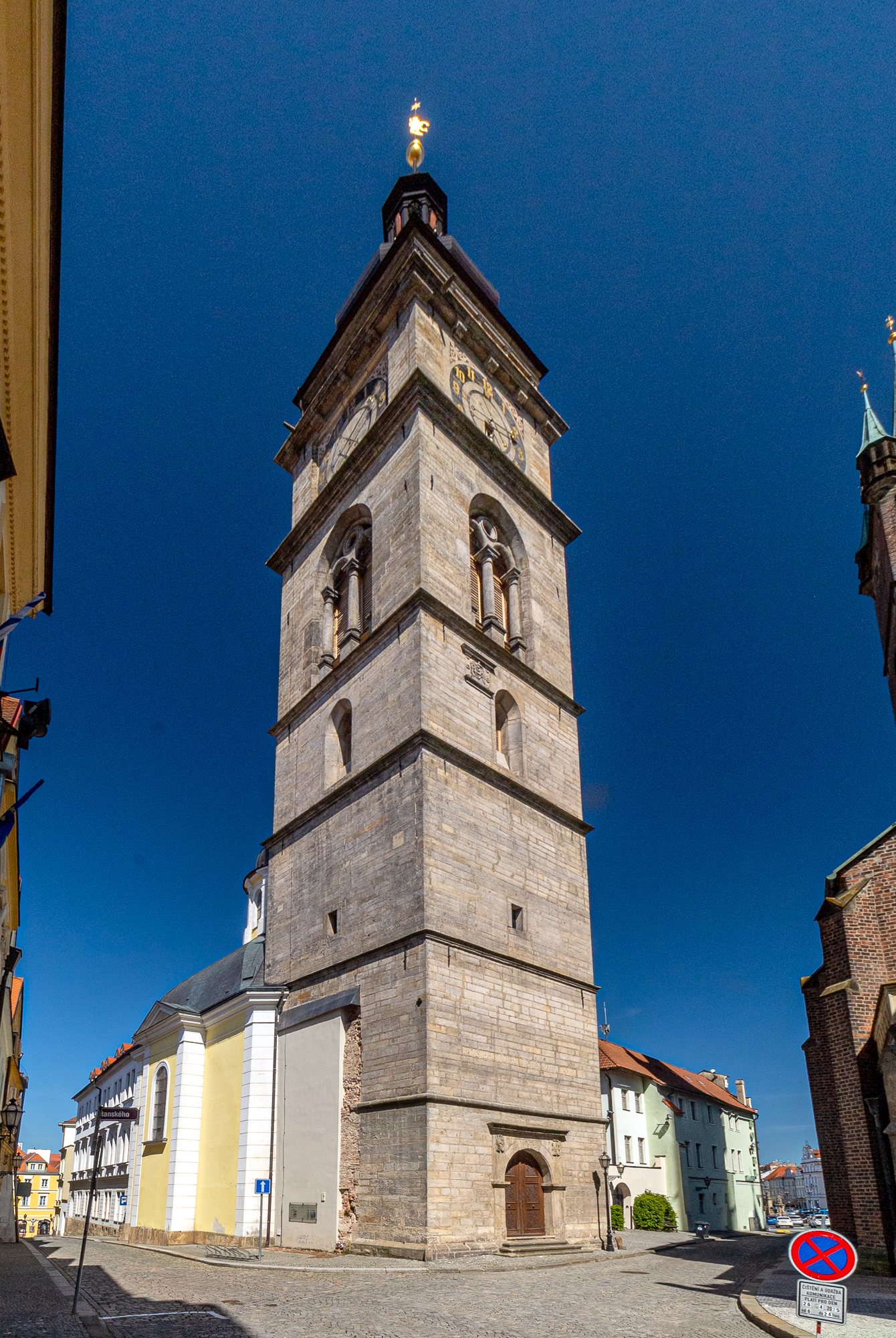
Zvonice